# Campylopterus falcatus
El colibrí lazulita (Campylopterus falcatus), también denominado ala-de-sable lazulita (en Colombia), alasable lazulita (en Ecuador), ala de sable pechivioleta (en Venezuela) o ala de sable de pecho azul, es una especie de ave apodiforme de la familia Trochilidae —los colibríes— perteneciente al género  Campylopterus. Es nativo de regiones montañosas del norte y noroeste de América del Sur.

## Distribución y hábitat
Se distribuye de forma disjunta por las montañas del centro-norte y oeste de Venezuela, en la Serranía del Perijá, en la Sierra Nevada de Santa Marta (donde fue registrada recientemente, en 2004) y en los Andes orientales de Colombia, hacia el sur por la vertiente oriental hasta el noreste de Ecuador (Napo).
Esta especie es considerada poco común en sus hábitats naturales: los bosques semicaducifolios montanos altos y bajos, jardines floridos, bordes de plantaciones y subpáramo, entre 900 y 3000 m de altitud (sobre todo entre 1200 y 2300 m en Venezuela), pero registrada hasta los 450 m en el norte de Colombia.

## Sistemática

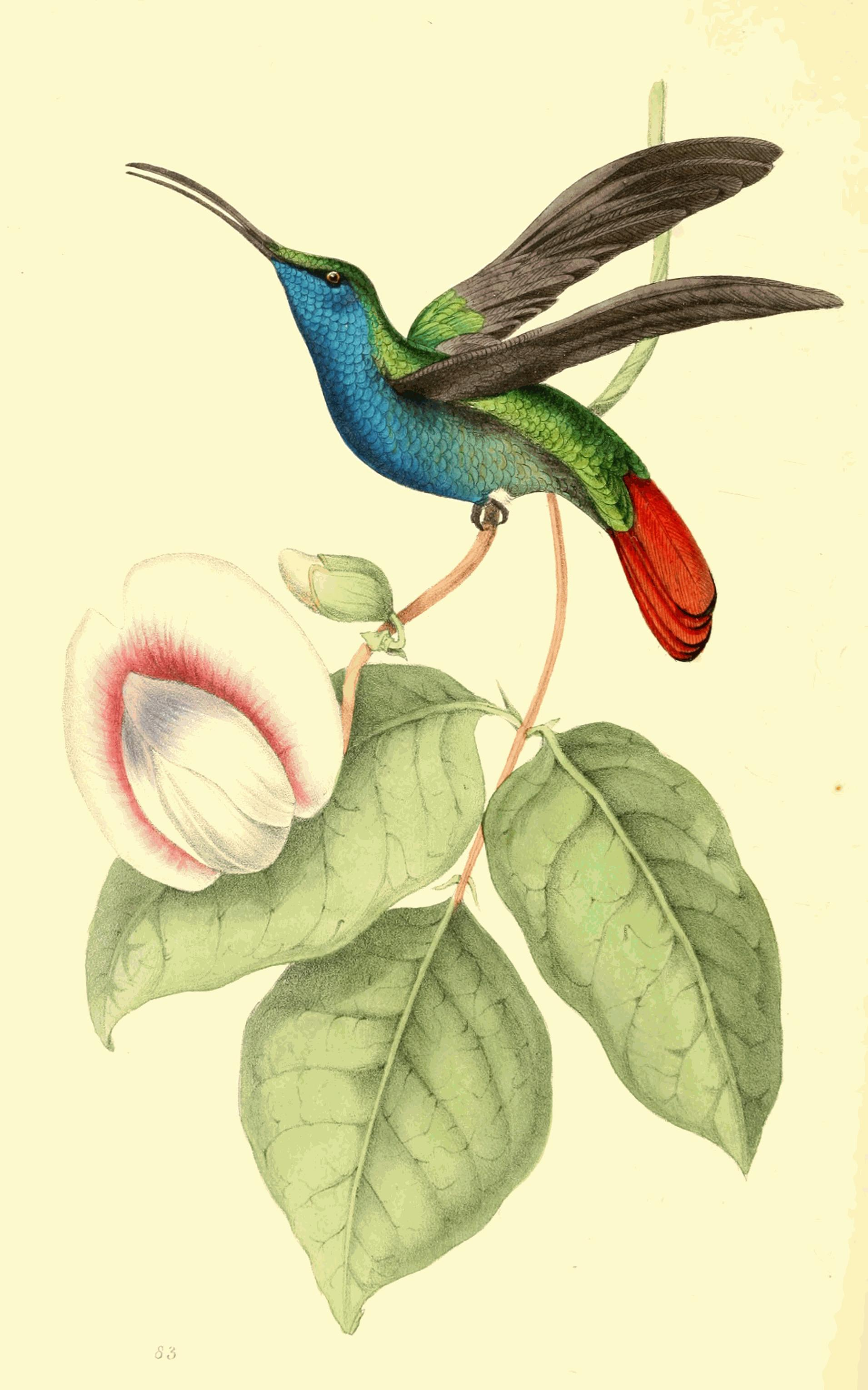
Trochilus falcatus, ilustración de Swainson en Zoological Illustrations 2, 1821.

### Descripción original
La especie C. falcatus fue descrita por primera vez por el ornitólogo británico William Swainson en 1821 bajo el nombre científico Trochilus falcatus; su localidad tipo es: «‘Spanish main’», se asume «norte de Venezuela».

### Etimología
El nombre genérico masculino «Campylopterus» se compone de las palabras del griego «kampulos» que significa ‘curvado, curvo’ y «pteros» que significa ‘de alas’; y el nombre de la especie «falcatus» en latín significa ‘en formato de hoz’.

### Taxonomía
Es monotípica.